# ألفرد بريان
ألفرد بريان (بالإنجليزية: Alfred Bryan) هو ناشط سلام ومغن مؤلف وشاعر أمريكي، ولد في 15 سبتمبر 1871 في برانتفورد في كندا، وتوفي في 1 أبريل 1958 في Gladstone, New Jersey ‏ في الولايات المتحدة.

## وصلات خارجية
- ألفرد بريان على موقع IMDb (الإنجليزية)
- ألفرد بريان على موقع ميوزك برينز (الإنجليزية)
- ألفرد بريان على موقع قاعدة بيانات برودواي على الإنترنت (الإنجليزية)
- ألفرد بريان على موقع ديسكوغز (الإنجليزية)